# Kang Chae-young
Kang Chae-young (kor. 강채영; * 8. Juni 1996) ist eine südkoreanische Bogenschützin. Sie hält mehrere Weltrekorde mit dem Recurvebogen.

## Laufbahn
Kang begann 2005 mit dem Bogenschießen und gewann in der Jugend mit der südkoreanischen Mannschaft Gold bei der Junioren-Weltmeisterschaft 2011 in Legnica. Bei ihrem ersten internationalen Wettbewerb im Erwachsenenbereich gelang ihr beim World Cup in Shanghai im Mai 2015 das seltene Triple mit Siegen im Einzel, Mixed und im Team. Noch im selben Jahr gewann Kang im Team in Kopenhagen mit einer Bronzemedaille ihre erste Weltmeisterschaftsmedaille.
Bei den Weltmeisterschaften 2017 in Mexiko-Stadt folgten Goldmedaillen im Mixed und in der Mannschaft, 2019 in ’s-Hertogenbosch die Goldmedaille im Mixed und Silbermedaillen im Einzel und der Mannschaft.
Bei den Olympischen Sommerspielen 2020 in Tokio gewann Kang in der Mannschaft mit An San und Jang Min-hee die Goldmedaille, schied jedoch im Einzel nach einem dritten Platz in die Platzierungsrunde bereits im Viertelfinale nach einem 1:7 gegen Jelena Ossipowa aus.
Kang kommt insgesamt auf 13 World-Cup-Siege (4 Einzel, 7 Mannschaft, 2 Mixed) und konnte 2019 das World-Cup-Finale im Einzel und im Mixed für sich entscheiden. Sie führte zwischen Mai 2019 und Mai 2021 über zwei Jahre die Weltrangliste an und hält auch die Weltrekorde über 60 Meter mit 36 Pfeilen (354 von 360 Punkten), über 70 Meter mit 72 Pfeilen (692/720) und über 70 Meter mit 216 Pfeilen (2053/2160).